# De Veenhoop (West-Friesland)
Het gebied de Veenhoop beslaat het westelijk deel van het West-Friese ambacht Drechterland in de provincie Noord-Holland. Het gebied wordt vanaf de 14e eeuw onafgebroken bewoond.
De dorpen in deze streek vielen sinds het jaar 1408 onder het stadsrecht van de stad Hoorn. De Veenhoop beslaat volgens een oorkonde uit die tijd het gebied van de latere en inmiddels voormalige gemeente Beets (nu gemeente Edam-Volendam) en de voormalige gemeenten Berkhout, Avenhorn en Oudendijk, die nu alle drie deel uitmaken van de gemeente Koggenland.
De Veenhoop werd al voor 1357 door de Keukendijk enigszins beschermd tegen hoogwater vanuit de Zuiderzee. In het gebied bedekte oorspronkelijk een dikke veenlaag een onderliggend pakket zeeklei. 
In later eeuwen verdween het veendek, zoals vrijwel overal in de Kop van Noord-Holland, door turfwinning, inklinking en oxidatie van het veen, waarna de vruchtbare kleigrond overbleef. Door de verlaging van de bodem werd een goed beheer van de waterhuishouding noodzakelijk; daartoe werden in het gebied de polders De Westerkogge, Beschoot en Beetskoog ingericht.